# Élections législatives cambodgiennes de 1962
Les élections législatives cambodgiennes de 1962 sont les troisièmes à se tenir dans ce pays depuis l’indépendance.

## Campagne et prémices
Norodom Sihanouk lança la campagne à la fin de 1961 avec pour but d’obtenir un score de 100 %. Il s’attaqua d’abord à l’aile gauche du Pracheachon, fustigeant lors d’une session extraordinaire du congrès national Non Suon, leur porte-parole. Le prince refusait de répondre aux questions du parti relatives à la corruption, la hausse des prix ou la montée du chômage, arguant qu’elles avaient été soumises trop tard pour être traitées. Il utilisait la même méthode qu’il avait déjà appliquée avec succès contre les démocrates et invitait Non Suon à un « débat public » dans la même veine que celui de 1957. Toutefois, devant les menaces de la foule hostile composée de membres du Sangkum, il a dû lui adjoindre une protection policière. La campagne s’intensifia en 1962, quand plusieurs personnes soupçonnées d’être membre du Pracheachon étaient arrêtées à Kampong Cham. Ils auraient été trouvés en possession de documents qui ne seront jamais publiés, mais qui auraient contenu des preuves d’un projet de surveillance des politiciens cambodgiens pour le compte d’« une puissance étrangère ». Non Suon fut à son tour appréhendé quelques jours plus tard, suivi peu après par Chou Chet, le directeur de la revue Pracheachon. Le journal de gauche Pancha Shila continua de paraître quelques semaines, jusqu’à ce que son directeur soit lui aussi incarcéré après avoir publié des extraits d’un poème cambodgien du XVIIIe siècle qui invitait les fonctionnaires du Palais à ne pas malmener la population.
Dans les discours que Sihanouk faisaient à l’époque, il affirmait que les prisonniers seraient certainement reconnus coupables et condamnés à mort. L’arrestation des directeurs de journaux n’avait pas été communiquée, mais le prince déclarait que les rumeurs de mesures arbitraires visant à réduire les chances du Pracheachon pour les prochaines élections n’étaient que le fruit de l’imagination de certains de ses détracteurs. Le chef de l’État était manifestement de mauvaise foi, mais il y’avait également de sérieux désaccords au sein du Parti communiste du Kampuchéa. Alors que Non Suon et Keo Meas soutenait la participation du Pracheachon aux élections, Saloth Sâr et ses partisans ne voyaient pas l’intérêt de présenter des cadres compétents à des élections qu’ils n’avaient aucune chance de remporter, mais où ils risquaient d’attirer sur eux l’attention de la police de Sihanouk qui aurait alors moins de mal à les emprisonner ou à les faire assassiner.
Finalement, durant l’année 1962, le Pracheachon décidait de ne pas présenter de candidat et de prononcer sa dissolution. Ces décisions ouvrait un boulevard au Sangkum, mais allait aussi permettre à la mouvance communiste qui préconisait la lutte clandestine de s’affirmer avec les funestes conséquences qui en découleront une douzaine d’années plus tard.

## Résultats
L’opposition muselée, Sihanouk définissait de nouvelles règles pour les candidats. Il affirmait avoir reçu plus de 5 000 demandes qui pour beaucoup laissaient transparaître qu’un siège de député était toujours considéré comme lucratif. En avril, aidé par des conseillers, il éliminait les postulants ayant franchi la limite d’âge de soixante ans, ceux qui avaient un niveau de scolarité inférieur au collège et ceux qui avaient rejoint le Sangkum après 1960. La liste fut ainsi réduite à 314 candidats, puis aux 75 requis. Moins de la moitié des élus de 1958 étaient appelés à se représenter. Parmi les nouveaux noms, on notait Khieu Samphân et Yem Sambaur. Les élections en elles-mêmes eurent lieu le 10 juin 1962 et apportèrent peu de surprises, tout au plus l’absentéisme qui avait encore progressé depuis 1958. Juste avant le scrutin, Non Suon et les prisonniers de Kampong Cham furent condamnés à mort sans que les preuves de leur culpabilité ne soient publiées ; peu après, leur peine fut toutefois commuée en un emprisonnement à vie.
|       |                      |        |     |
| Parti | Parti                | Sièges | +/- |
|       | Sangkum Reastr Niyum | 77     | 16  |
|       |                      |        |     |
| Total | Total                | 77     | 16  |